# Восточно-Уральский заповедник
Восточно-Уральский государственный природный заповедник — государственный заповедник, созданный для защиты населения от радиации и изучения влияния радиации на живые организмы и окружающую среду в естественных условиях. Расположен в лесостепной зоне на территории Каслинского и Кунашакского районов Челябинской области, его площадь составляет 16616 га.

## История
Восточно-Уральский заповедник был создан в 1966 году Постановлением Совета министров РСФСР № 384-20 от 26.06.1966. 
Его образованию предшествовала Кыштымская авария 1957 года в соседнем с Кыштымом городе Челябинск-40 на химкомбинате «Маяк», сопоставимая по масштабам с Чернобыльской аварией. В результате этой аварии часть территории Челябинской, Свердловской и Тюменской областей подверглась радиоактивному заражению, получившему название Восточно-Уральский радиоактивный след (ВУРС). На территории размерами около 150х9 км выпало около 2 млн кюри радионуклидов, площадь заражения, в котором уровень радиации превышал фоновое значение в 2 раза, составила около 15 000 км². Всего было заражено около 23 000 км² территории с 217-ю населёнными пунктами и населением около 270 000 человек. При ликвидации последствий из наиболее загрязнённой части ВУРСа было отселено около 12 000 человек из 23 деревень, строения, имущество, скот уничтожены путём захоронения в траншеях, как и снятый на некоторых участках верхний слой грунта, местами почва обрабатывалась специальными реагентами. В южной, начальной (головной) части ВУРС заражение поверхности грунта стронцием-90 на площади в 1,5 км² составляло более 700 Ки/км², местами даже превышала 3000 Ки/км². Для предотвращения распространения радионуклидов за пределы заражённой территории в 1959 году была создана санитарно-защитная зона. На месте этой зоны в головной части ВУРСа в 1966—1968 годах был создан Восточно-Уральский радиационный заповедник. Занимает территорию размерами около 24х9 км вдоль направления ВУРСа.
В составе заповедника находятся озера Урускуль и Бердениш.
Несмотря на то, что после радиационной катастрофы 1957 года прошло достаточно много времени, до сих пор вследствие высокой радиации 85 % территории заповедника учёные относят к зоне экологического бедствия.
В настоящее время территория находится под контролем ФГУП «ПО „МАЯК“» корпорации Росатом и закрыта для посещения.

## Флора и фауна
По состоянию на 2013 год в верхних слоях грунта в зоне ВУРС содержание стронция-90 превышало фоновую концентрацию в 200—15 000 раз и цезия-137 — в 5—225 раз, а создаваемый только этими изотопами уровень радиации превышает естественный фоновый в 2—4 раза.
На территории заповедника регулярно выполняется радиационный и радиоэкологический мониторинг. В заповеднике проводятся научные исследования по радиобиологии, оценке длительного влияния высокого уровня радиации на живые организмы, популяции и экосистемы в условиях естественной среды обитания, распространения радионуклидов вследствие естественной миграции живых организмов.
Предварительный список флоры заповедника включает 455 видов сосудистых растений. Фауна позвоночных животных заповедника включает 50 видов млекопитающих, 219 видов птиц (в том числе перелётных), 15 видов рыб, 5 видов амфибий и 5 видов рептилий.
На охраняемой территории обитают и редкие виды птиц: беркут, орлан-белохвост, балобан, сапсан, скопа, черноголовый хохотун и кудрявый пеликан.